# Kabinet-Kennedy

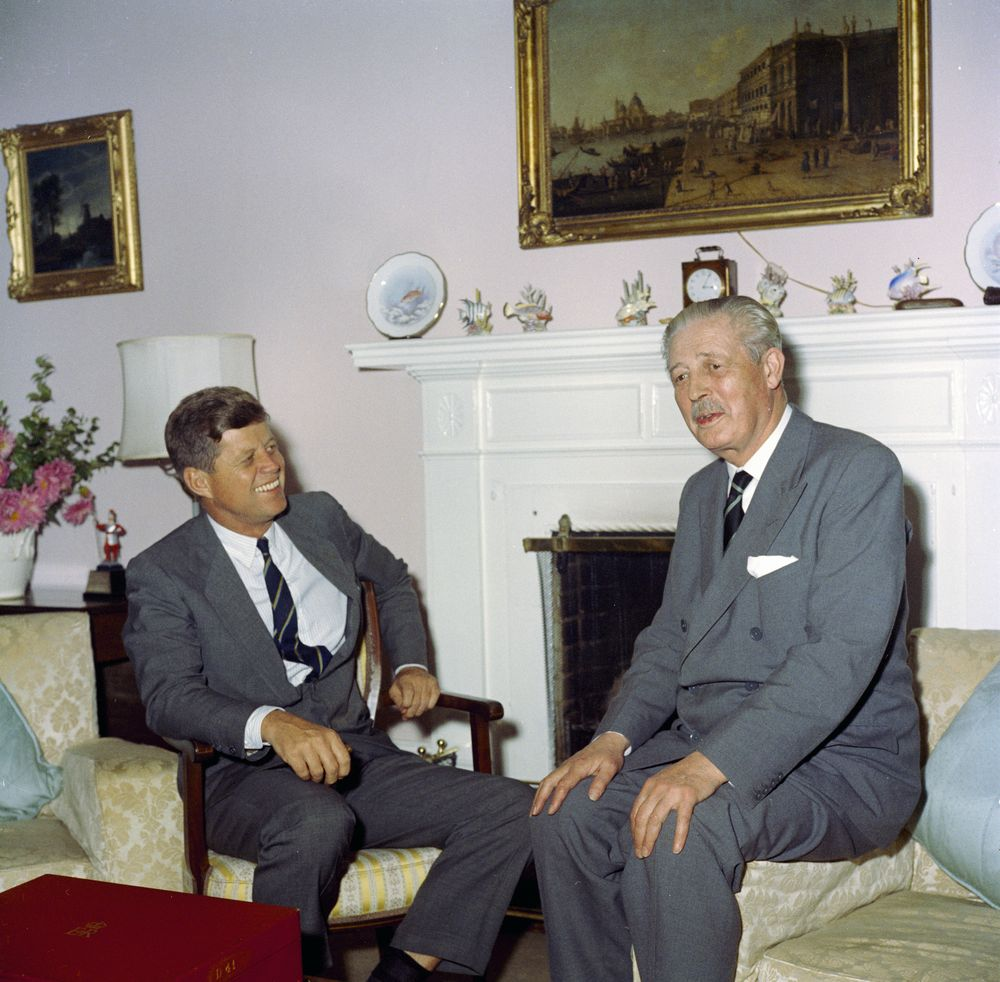
President John F. Kennedy en premier van het Verenigd Koninkrijk Harold Macmillan tijdens een bezoek aan Hamilton, Bermuda op 21 december 1961.

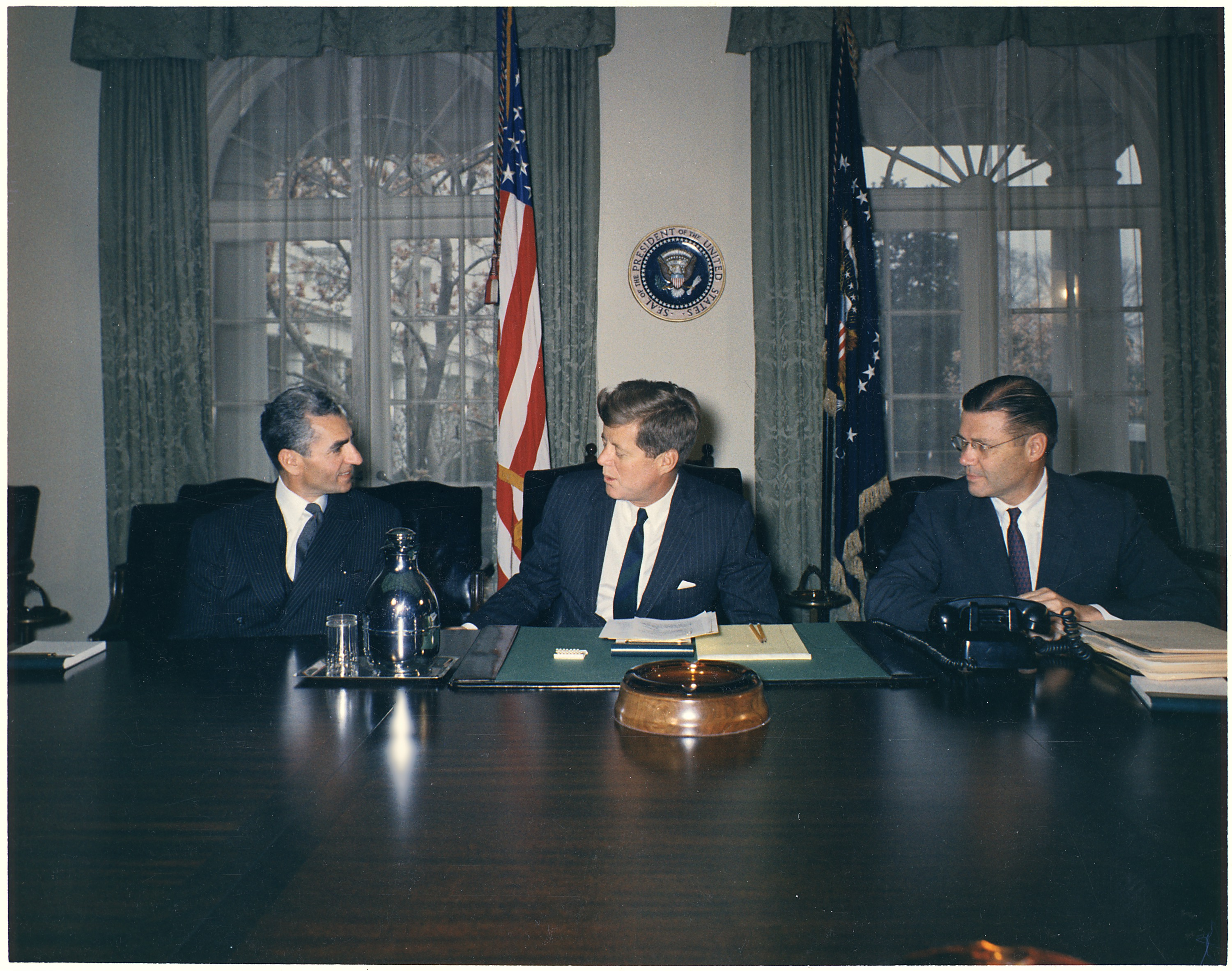
Sjah van Iran Mohammad Reza Pahlavi, president John F. Kennedy en minister van Defensie Robert McNamara tijdens een bijeenkomst in het Witte Huis op 13 april 1962.

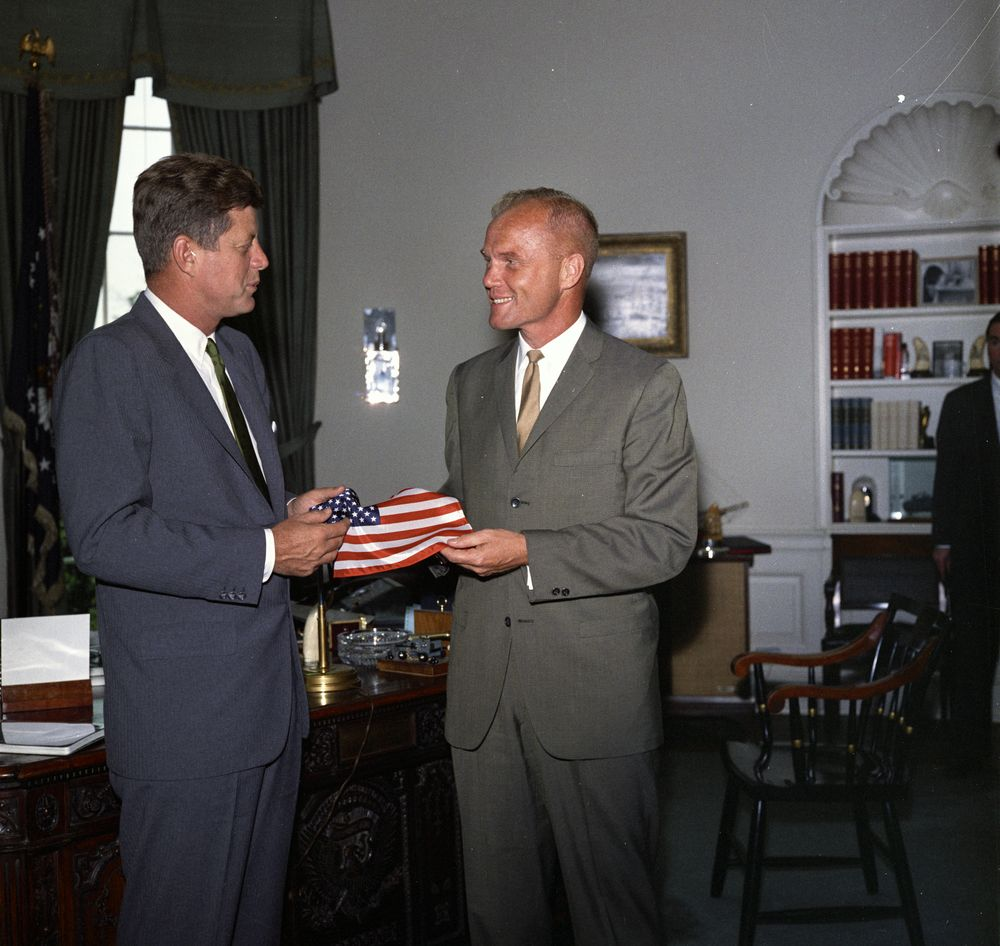
President John F. Kennedy en astronaut John Glenn in de Oval Office tijdens bijeenkomst in het Witte Huis op 27 juni 1962.

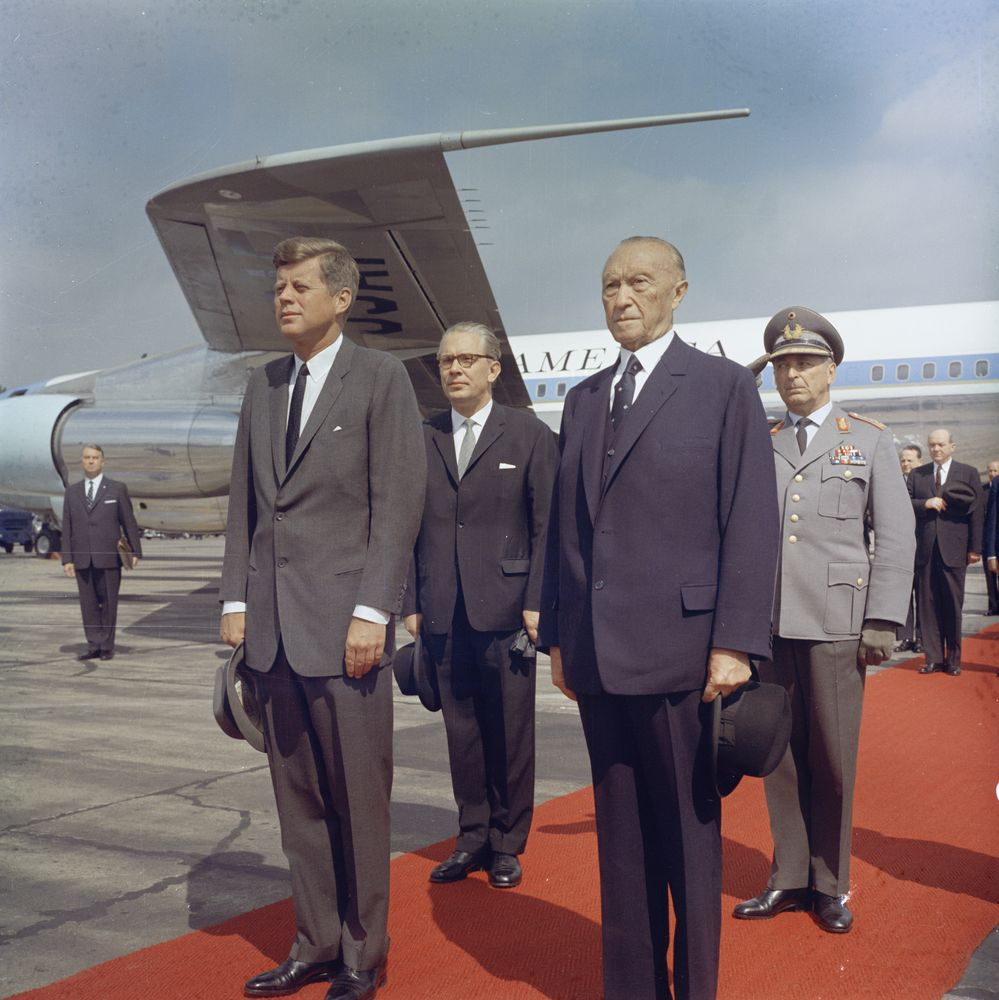
President John F. Kennedy en bondskanselier van West-Duitsland Konrad Adenauer tijdens een ontvangst op Flughafen Köln-Bonn op 23 juni 1963.

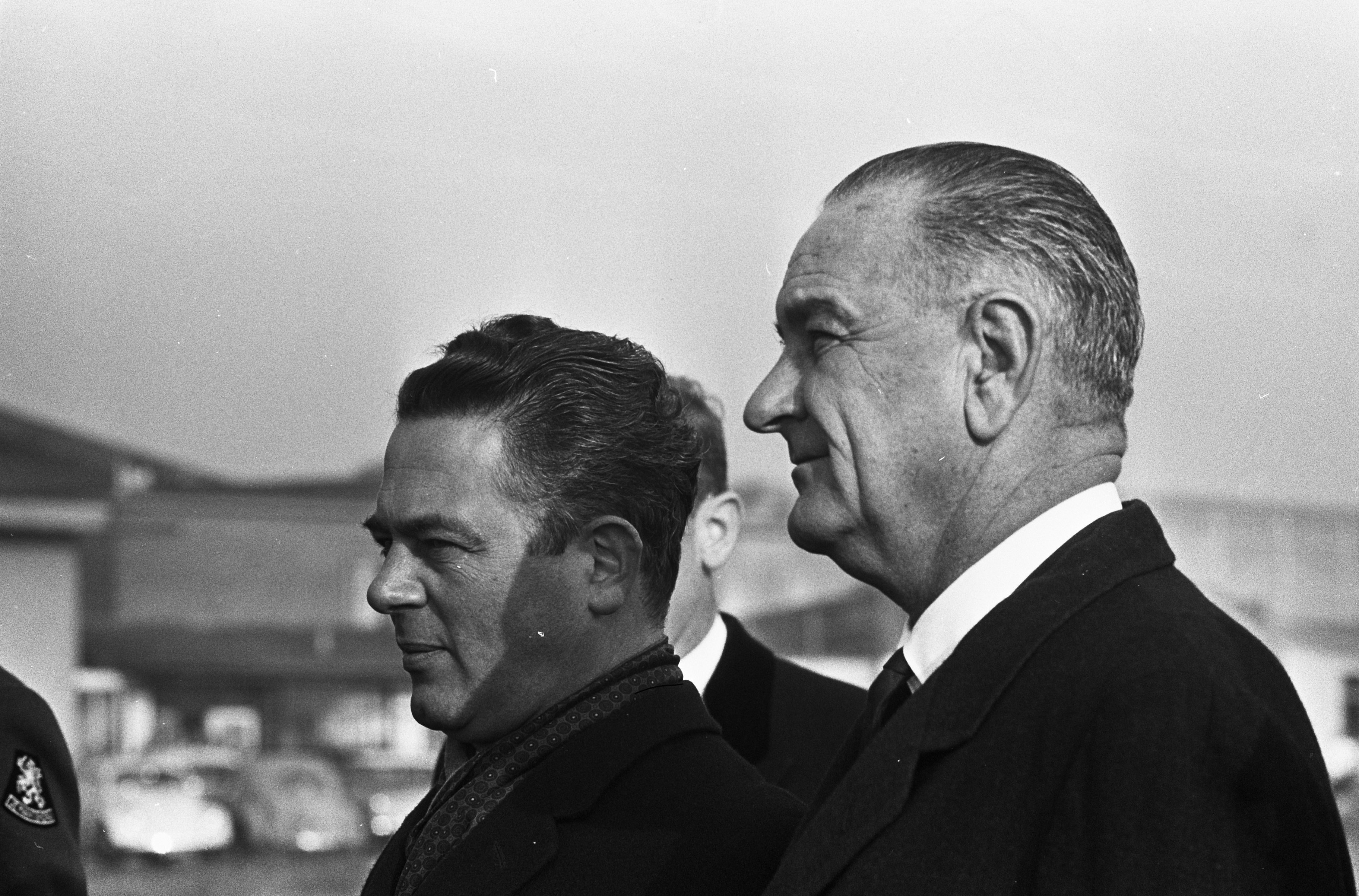
Minister-president van Nederland Victor Marijnen en vicepresident Lyndon B. Johnson tijdens een ontvangst op Vliegveld Ypenburg op 5 november 1963.

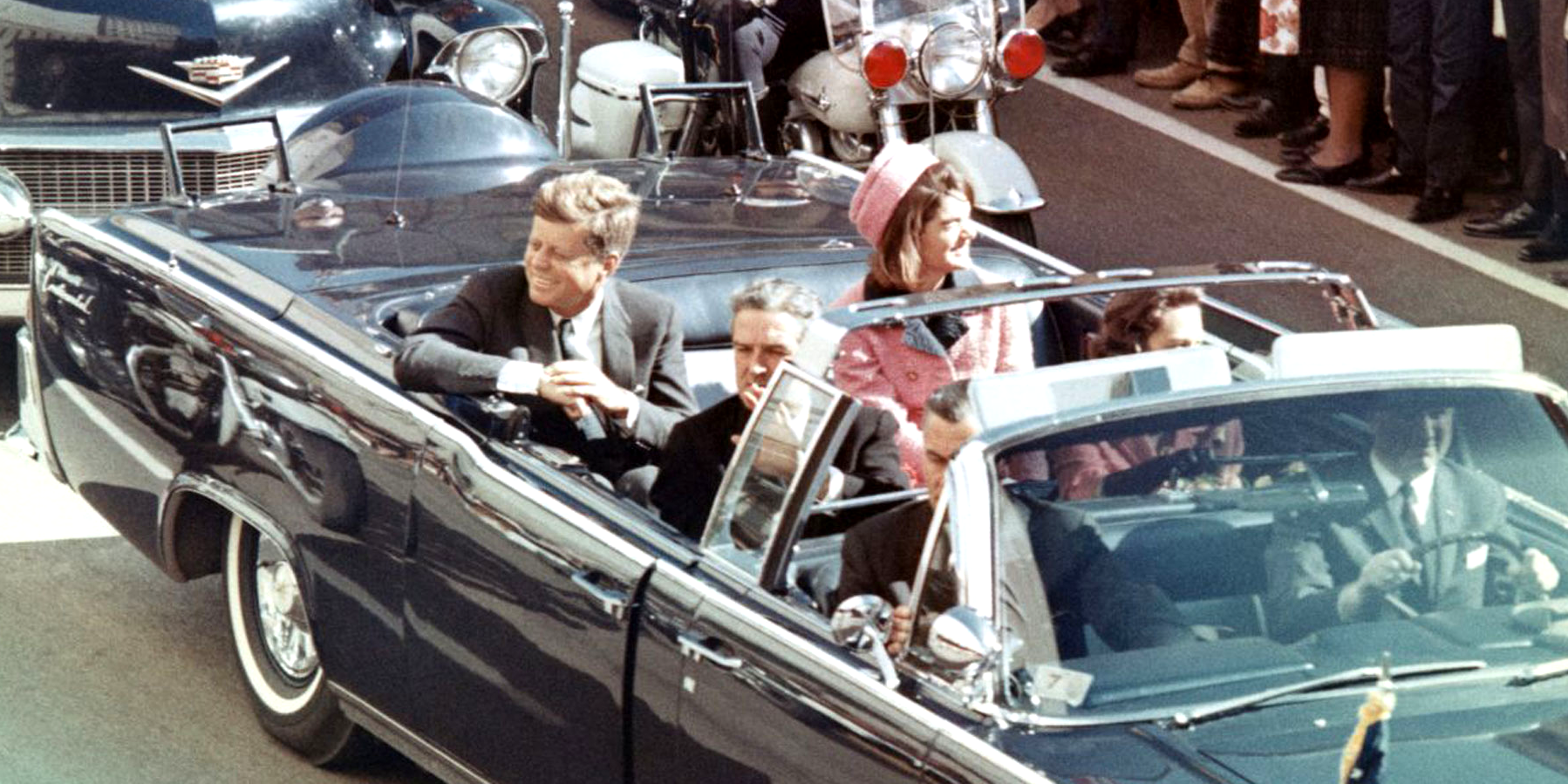
President John F. Kennedy, first lady Jacqueline Kennedy en gouverneur van Texas John Connally enkele seconden voor de moordaanslag in Dallas op 22 november 1963.

Het kabinet–Kennedy was de uitvoerende macht van de Amerikaanse overheid van 20 januari 1961 tot 22 november 1963. Senator voor Massachusetts John F. Kennedy van de Democratische Partij werd gekozen als de 35e president van de Verenigde Staten na het winnen van de presidentsverkiezingen van 1960 over de kandidaat van de Republikeinse Partij zittend vicepresident Richard Nixon. Op 22 november 1963 werd Kennedy vermoord op 46-jarige leeftijd tijdens een bezoek aan de stad Dallas en werd opgevolgd door vicepresident Lyndon B. Johnson.

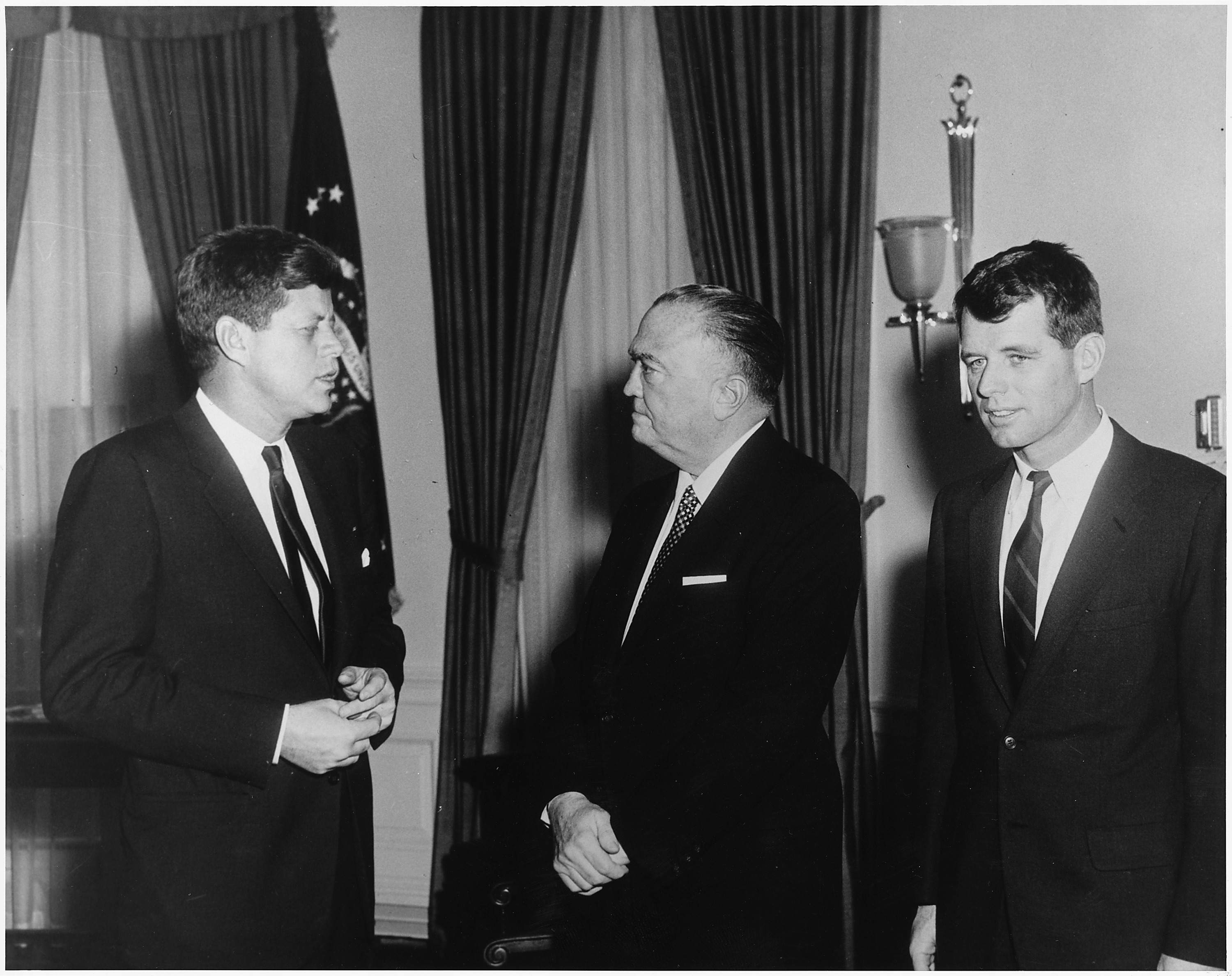
President John F. Kennedy, directeur van de FBI J. Edgar Hoover en minister van Justitie Robert F. Kennedy in de Oval Office tijdens bijeenkomst in het Witte Huis op 23 februari 1961.

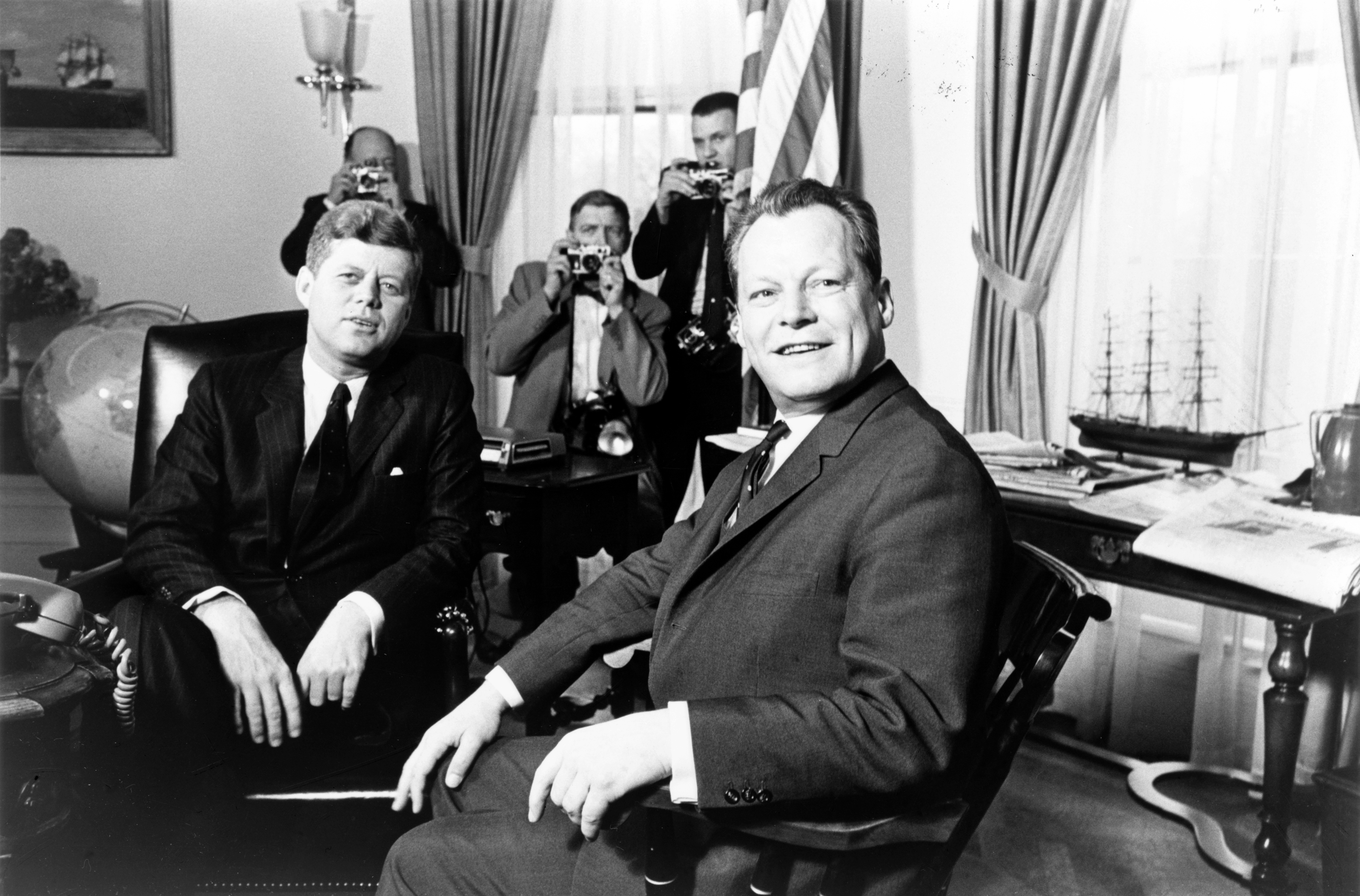
President John F. Kennedy en burgemeester van West-Berlijn Willy Brandt in de Oval Office tijdens bijeenkomst in het Witte Huis op 13 maart 1961.

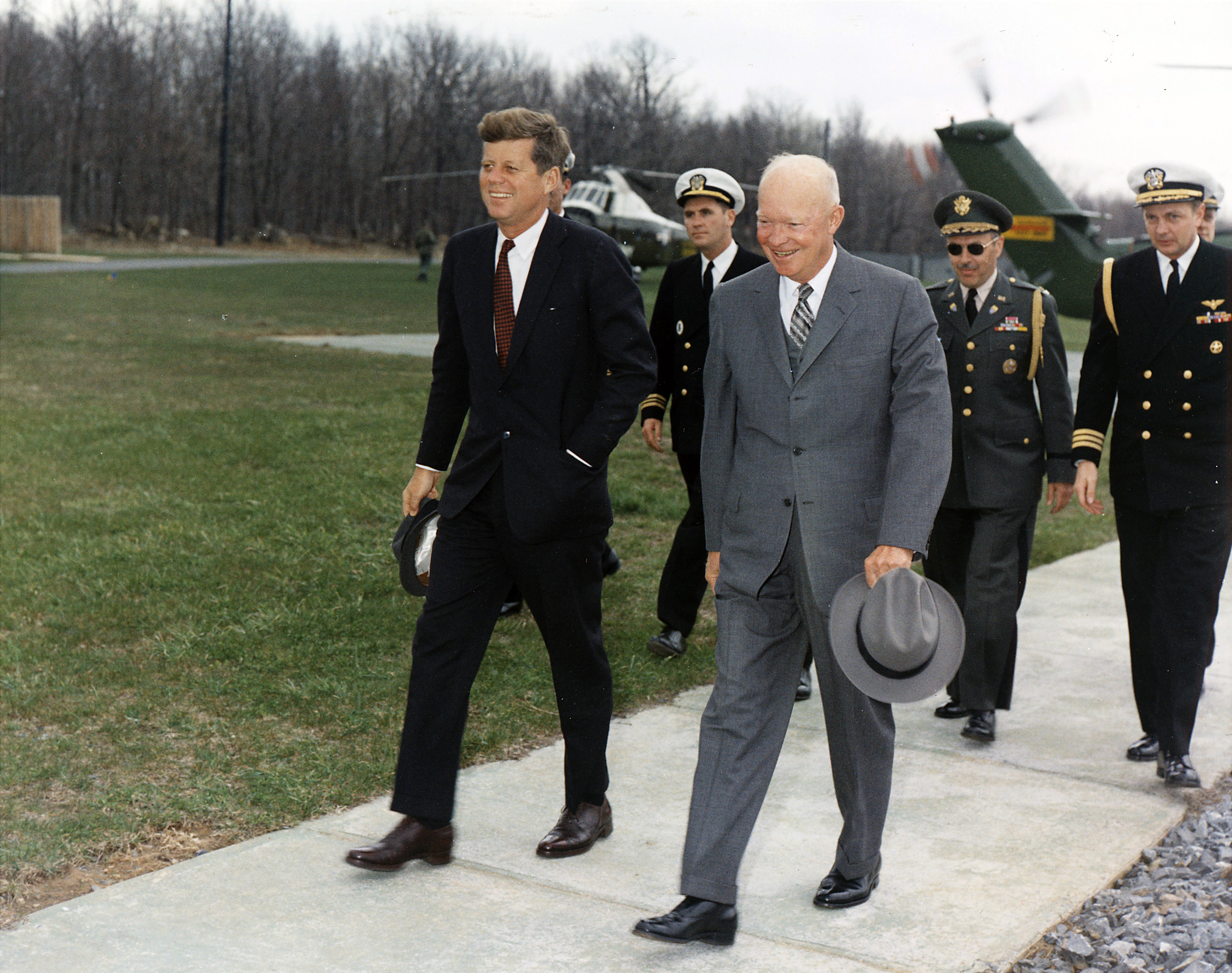
President John F. Kennedy en voormalig president Dwight D. Eisenhower tijdens een bijeenkomst op Camp David op 22 april 1961.

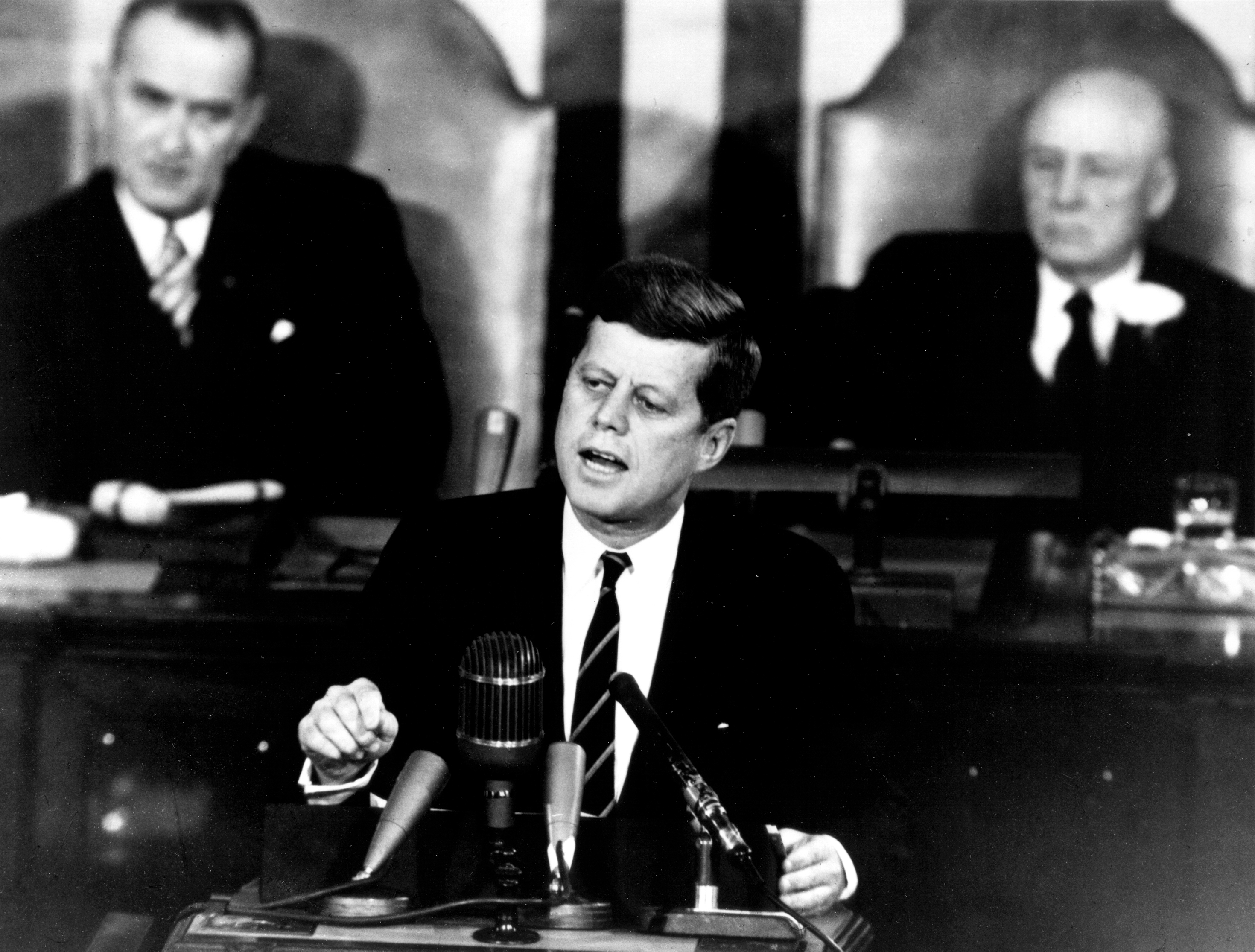
Vicepresident Lyndon B. Johnson, voorzitter van het Huis van Afgevaardigden Sam Rayburn en president John F. Kennedy tijdens een toespraak over de oprichting van het Apolloprogramma in het Huis van Afgevaardigden op 25 mei 1961.

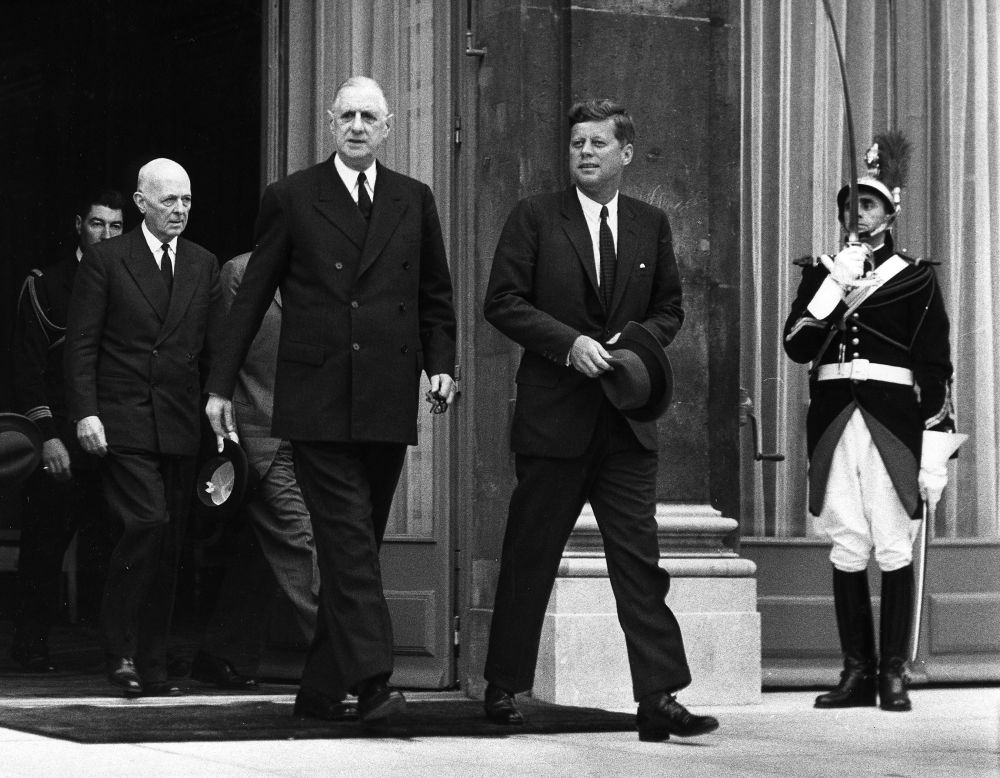
President van Frankrijk Charles de Gaulle en president John F. Kennedy tijdens een bezoek aan het Élysée op 2 juni 1961.

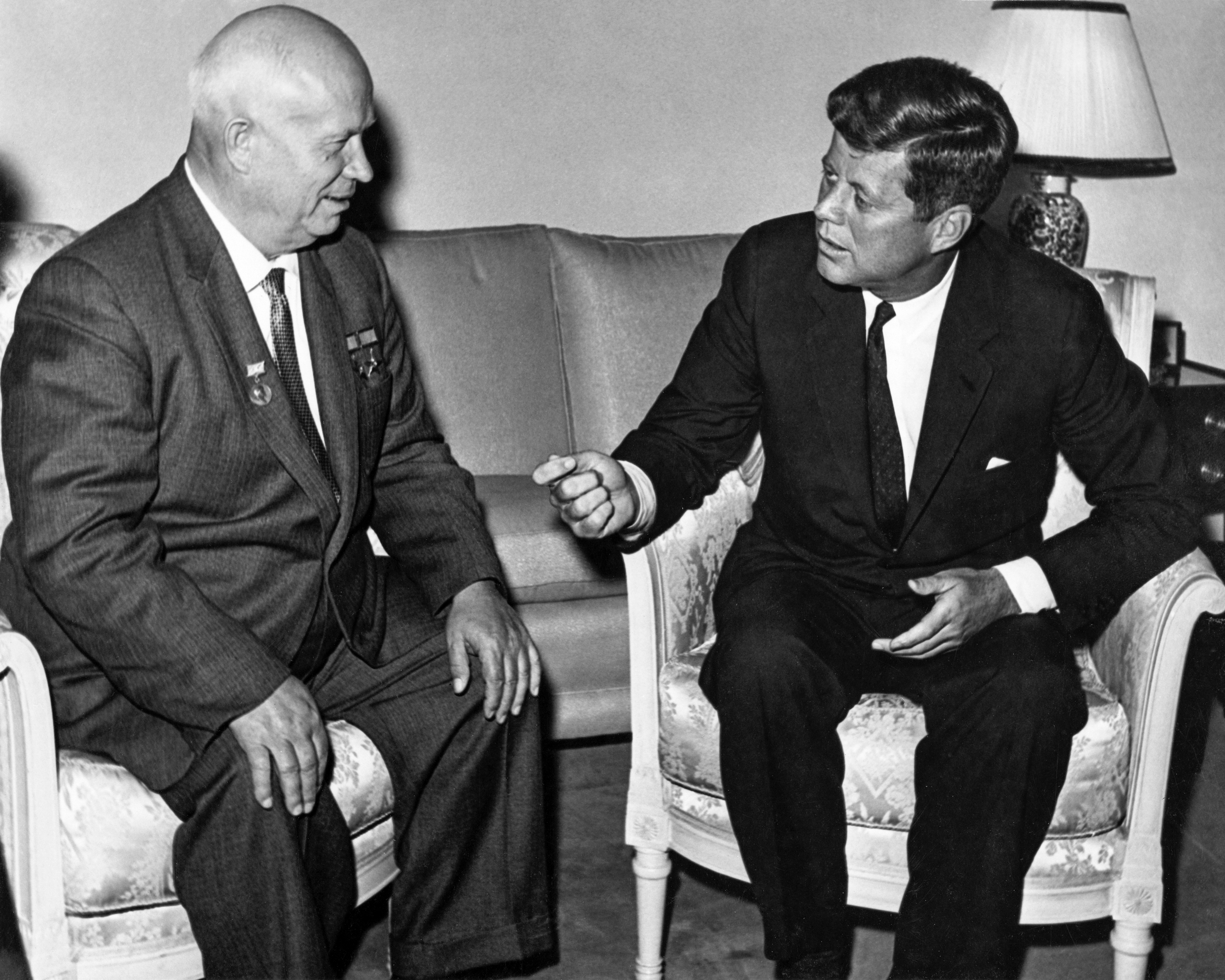
Leider van de Sovjet-Unie Nikita Chroesjtsjov en president John F. Kennedy tijdens een bijeenkomst in Wenen op 3 juni 1961.

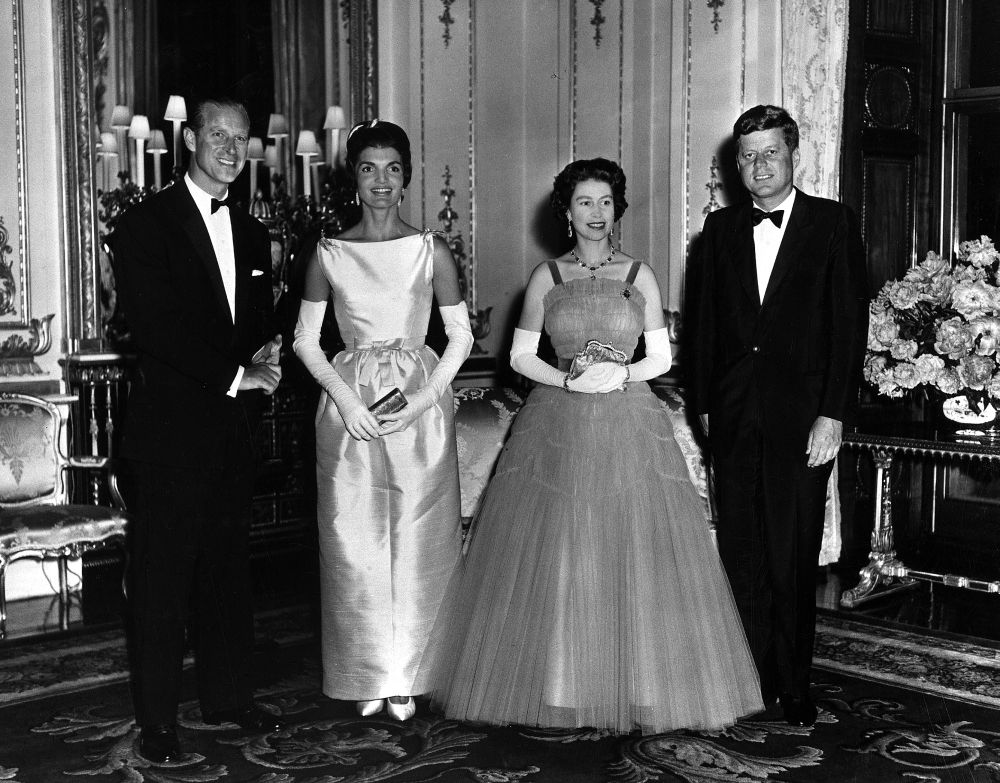
Prins Philip, first lady Jacqueline Kennedy,
Koningin Elizabeth II en president John F. Kennedy tijdens bezoek aan Buckingham Palace op 5 juni 1961.

| Nr.                  | Functie(s) | Functie(s)                                         | Ambtsbekleder      | Ambtsbekleder                       | Ambtstermijn      | Ambtstermijn      | Partij(en) |
| -------------------- | ---------- | -------------------------------------------------- | ------------------ | ----------------------------------- | ----------------- | ----------------- | ---------- |
| 35                   |            | President van de Verenigde Staten                  | John F. Kennedy    | John F. Kennedy (1917–1963)         | 20 januari 1961   | 22 november 1963  | D          |
| 37                   |            | Vicepresident van de Verenigde Staten              | Lyndon B. Johnson  | Lyndon B. Johnson (1908–1973)       | 20 januari 1961   | 22 november 1963  | D          |
| Kabinet              |            |                                                    |                    |                                     |                   |                   |            |
| Nr.                  | Functie(s) | Functie(s)                                         | Ambtsbekleder      | Ambtsbekleder                       | Ambtstermijn      | Ambtstermijn      | Partij(en) |
| 54                   |            | Minister van Buitenlandse Zaken                    | Dean Rusk          | Dean Rusk (1909–1994)               | 20 januari 1961   | 20 januari 1969   | D          |
| 57                   |            | Minister van Financiën                             | Douglas Dillon     | Douglas Dillon (1909–2003)          | 20 januari 1961   | 1 april 1965      | R          |
| 8                    |            | Minister van Defensie                              | Robert McNamara    | Robert McNamara (1916–2009)         | 20 januari 1961   | 29 februari 1968  | R          |
| 64                   |            | Minister van Justitie                              | Robert F. Kennedy  | Robert F. Kennedy (1925–1968)       | 20 januari 1961   | 4 september 1964  | D          |
| 37                   |            | Minister van Binnenlandse Zaken                    | Stewart Udall      | Stewart Udall (1920–2010)           | 20 januari 1961   | 20 januari 1969   | D          |
| 16                   |            | Minister van Landbouw                              | Orville Freeman    | Orville Freeman (1918–2003)         | 20 januari 1961   | 20 januari 1969   | D          |
| 15                   |            | Minister van Economische Zaken                     | Luther Hodges      | Luther Hodges (1898–1974)           | 20 januari 1961   | 20 januari 1965   | D          |
| 9                    |            | Minister van Arbeid                                | Arthur Goldberg    | Arthur Goldberg (1908–1990)         | 20 januari 1961   | 20 september 1962 | D          |
| 10                   |            | Minister van Arbeid                                | Willard Wirtz      | Willard Wirtz (1912–2010)           | 20 september 1962 | 20 januari 1969   | D          |
| 4                    |            | Minister van Volksgezondheid, Onderwijs en Welzijn | Abraham Ribicoff   | Abraham Ribicoff (1910–1998)        | 20 januari 1961   | 13 juli 1962      | D          |
| Vacant               |            | Minister van Volksgezondheid, Onderwijs en Welzijn |                    |                                     |                   |                   |            |
| 5                    |            | Minister van Volksgezondheid, Onderwijs en Welzijn | Anthony Celebrezze | Anthony Celebrezze (1910–1998)      | 31 juli 1962      | 18 augustus 1965  | D          |
| 58                   |            | Minister van Posterijen                            | Edward Day         | Edward Day (1914–1996)              | 20 januari 1961   | 9 augustus 1963   | D          |
| Vacant               |            | Minister van Posterijen                            |                    |                                     |                   |                   |            |
| 59                   |            | Minister van Posterijen                            | John Gronouski     | John Gronouski (1919–1996)          | 30 september 1963 | 3 november 1965   | D          |
| Executive Office     |            |                                                    |                    |                                     |                   |                   |            |
| Nr.                  | Functie(s) | Functie(s)                                         | Ambtsbekleder      | Ambtsbekleder                       | Ambtstermijn      | Ambtstermijn      | Partij(en) |
| [ 6 ]                |            | Stafchef van het Witte Huis                        | Kenneth O'Donnell  | Kenneth O'Donnell (1924–1977)       | 20 januari 1961   | 22 november 1963  | D          |
| 6                    |            | Nationaal Veiligheidsadviseur                      | McGeorge Bundy     | McGeorge Bundy (1919–1996)          | 20 januari 1961   | 28 februari 1966  | R          |
| 14                   |            | Directeur van het Bureau voor Management en Budget | David Elliott Bell | David Elliott Bell (1919–2000)      | 20 januari 1961   | 20 december 1962  | D          |
| 15                   |            | Directeur van het Bureau voor Management en Budget | Kermit Gordon      | Kermit Gordon (1916–1976)           | 20 december 1962  | 1 juni 1965       | O          |
| 7                    |            | Juridisch Adviseur                                 |                    | Ted Sorensen (1928–2010)            | 20 januari 1961   | 29 februari 1964  | D          |
| 9                    |            | Perschef van het Witte Huis                        | Pierre Salinger    | Pierre Salinger (1925–2004)         | 20 januari 1961   | 20 maart 1964     | D          |
| Buitenlands Beleid   |            |                                                    |                    |                                     |                   |                   |            |
| Nr.                  | Functie(s) | Functie(s)                                         | Ambtsbekleder      | Ambtsbekleder                       | Ambtstermijn      | Ambtstermijn      | Partij(en) |
| 5                    |            | Ambassadeur bij de Verenigde Naties                | Adlai Stevenson II | Adlai Stevenson II (1900–1965)      | 20 januari 1961   | 14 juli 1965      | D          |
| 1                    |            | Handels- vertegenwoordiger                         | Christian Herter   | Christian Herter (1895–1966)        | 10 december 1962  | 30 december 1966  | R          |
| Inlichtingendiensten |            |                                                    |                    |                                     |                   |                   |            |
| Nr.                  | Functie(s) | Functie(s)                                         | Ambtsbekleder      | Ambtsbekleder                       | Ambtstermijn      | Ambtstermijn      | Partij(en) |
| 5                    |            | Directeur van de Central Intelligence Agency       | Allen Dulles       | Allen Dulles (1893–1969)            | 9 februari 1953   | 29 november 1961  | R          |
| 6                    |            | Directeur van de Central Intelligence Agency       | John McCone        | John McCone (1902–1991)             | 29 november 1961  | 28 april 1965     | R          |
| 1                    |            | Directeur van de Federal Bureau of Investigation   | J. Edgar Hoover    | J. Edgar Hoover (1895–1972)         | 1 maart 1935      | 2 mei 1972        | O          |
| Economisch Beleid    |            |                                                    |                    |                                     |                   |                   |            |
| Nr.                  | Functie(s) | Functie(s)                                         | Ambtsbekleder      | Ambtsbekleder                       | Ambtstermijn      | Ambtstermijn      | Partij(en) |
|                      |            | Voorzitter van de Raad van Economische Adviseurs   | Vacant             | Vacant                              | Vacant            | Vacant            | Vacant     |
| 5                    |            | Voorzitter van de Raad van Economische Adviseurs   | Walter Heller      | Walter Heller (1915–1987)           | 30 januari 1961   | 16 november 1964  | D          |
| Krijgsmacht          |            |                                                    |                    |                                     |                   |                   |            |
| Nr.                  | Functie(s) | Functie(s)                                         | Ambtsbekleder      | Ambtsbekleder                       | Ambtstermijn      | Ambtstermijn      |            |
| 4                    |            | Chairman of the Joint Chiefs of Staff              | Lyman Lemnitzer    | General Lyman Lemnitzer (1899–1988) | 1 oktober 1960    | 30 september 1962 |            |
| 5                    |            | Chairman of the Joint Chiefs of Staff              | Maxwell Taylor     | General Maxwell Taylor (1901–1987)  | 1 oktober 1962    | 1 juli 1964       |            |

Washington ·
J. Adams ·
Jefferson ·
Madison ·
Monroe ·
J.Q. Adams ·
Jackson ·
Van Buren ·
W.H. Harrison ·
Tyler ·
Polk ·
Taylor ·
Fillmore ·
Pierce ·
Buchanan ·
Lincoln ·
A. Johnson ·
Grant ·
Hayes ·
Garfield ·
Arthur ·
Cleveland I ·
B. Harrison ·
Cleveland II ·
McKinley ·
T. Roosevelt ·
Taft ·
Wilson ·
Harding ·
Coolidge ·
Hoover ·
F.D. Roosevelt ·
Truman ·
Eisenhower ·
Kennedy ·
L.B. Johnson ·
Nixon ·
Ford ·
Carter ·
Reagan ·
G.H.W. Bush ·
Clinton ·
G.W. Bush ·
Obama ·
Trump I ·
Biden ·
Trump II